# Квартучу
Квартучу (итал. Quartucciu) је насеље у Италији у округу Каљари, региону Сардинија.
Према процени из 2011. у насељу је живело 11347 становника. Насеље се налази на надморској висини од 15 м.

## Становништво
| 1931. | 1936. | 1951. | 1961. | 1971. | 1981. | 1991. | 2001.  | 2011.  |
| ----- | ----- | ----- | ----- | ----- | ----- | ----- | ------ | ------ |
| 3.654 | 3.985 | 5.561 | 6.611 | 7.526 | 8.427 | 9.599 | 10.766 | 12.825 |